# Madame Sherry
Madame Sherry er en amerikansk stumfilm fra 1917 af Ralph Dean.

## Medvirkende
- Gertrude McCoy som Yvonne Sherry.
- Frank O'Connor som Edward Sherry.
- H.J. Quealy som Theophilus Sherry.
- Jean Stuart som Pepita.
- Alphie James som Catherine Al.